# Moiry (Ardennes)
Moiry ist eine französische Gemeinde mit 136 Einwohnern (Stand: 1. Januar 2022) im Département Ardennes in der Région Grand Est. Die Gemeinde gehört zum Arrondissement Sedan und zum Kanton Carignan. 

## Geografie
Moiry liegt etwa 36 Kilometer ostsüdöstlich vom Stadtzentrum Sedans in den Argonnen nahe der Grenze zu Belgien am Flüsschen Marche. Umgeben wird Moiry von den Nachbargemeinden Puilly-et-Charbeaux im Norden und Nordwesten, Auflance im Norden und Nordosten, Sapogne-sur-Marche im Osten, Margut im Süden und Südosten sowie Fromy im Westen.

## Bevölkerungsentwicklung
| 1962                      | 1968 | 1975 | 1982 | 1990 | 1999 | 2006 | 2011 | 2016 |
| ------------------------- | ---- | ---- | ---- | ---- | ---- | ---- | ---- | ---- |
| 224                       | 224  | 190  | 186  | 173  | 188  | 183  | 188  | 151  |
| Quelle: Cassini und INSEE |      |      |      |      |      |      |      |      |

## Sehenswürdigkeiten
- Kirche Notre-Dame